# RahXephon
RahXephon (jap. ラーゼフォン, Rāzefon) ist eine Anime-Serie aus dem Jahr 2002. Sie wurde als Manga, Roman und Computerspiel adaptiert, auch weitere Animes erschienen. Das Werk ist in die Genres Science-Fiction, Mecha, Romanze und Mystery einzuordnen.

## Inhalt
Die Geschichte beginnt in Tokio Anfang des 21. Jahrhunderts. Der Schüler Ayato Kamina entdeckt seine Fähigkeit, den gottgleichen Mecha RahXephon zu steuern. Bisher hatte der 17-jährige geglaubt, dass er im Jahr 2015 lebt und die Welt außerhalb Tokios zerstört ist. Doch auch außerhalb Tokios leben Menschen, die Stadt selbst wird von den Außerirdischen Mu beherrscht, die sie vom Rest der Welt abschotten. So gerät Ayato in den Kampf zwischen den Mu und der UN-Organisation TERRA, der mit Kampfrobotern ausgetragen wird.

## Produktion und Veröffentlichungen
Bei RahXephon führte der Designer Yutaka Izubuchi erstmals Regie. Die Serie wurde vom Studio Bones produziert, das Charakterdesign entwarf Akihiro Yamada und die künstlerische Leitung hatte Junichi Higashi inne. Für das Mecha-Design waren Yoshinori Sayama und Michiaki Satō verantwortlich.
Vom 21. Januar bis zum 11. September 2002 lief die Serie erstmals im japanischen Fernsehen auf Fuji TV. Der Anime wurde unter anderem ins Englische, Französische, Spanische, Italienische und Russische übersetzt. Eine deutsche Fassung erschien in sechs DVDs bei Panini Video.

### Synchronisation
Die deutsche Synchronfassung wurde vom Studio Circle of arts angefertigt.
| Rolle           | Japanischer Sprecher (Seiyū) | Deutscher Sprecher  |
| --------------- | ---------------------------- | ------------------- |
| Ayato Kamina    | Hiro Shimono                 | Daniel Krause       |
| Haruka Shitow   | Aya Hisakawa                 | Tolilah Jolas       |
| Reika Mishima   | Maaya Sakamoto               | Maren Rainer        |
| Quon Kisaragi   | Hōko Kuwashima               | Beate Pfeiffer      |
| Maya Kamina     | Ichiko Hashimoto             | Susanne von Medvey  |
| Itsuki Kisaragi | Mitsuru Miyamoto             | Johannes Raspe      |
| Hiroko Asahina  | Yumi Kakazu                  | Caroline Combrinck  |
| Mamoru Torigai  | Hirofumi Nojima              | Manuel von Radvanyi |
| Megumi Shitow   | Ayako Kawasumi               | Kathrin Gaube       |
| Kim Hotal       | Fumiko Orikasa               | Katharina Mai       |
| Sōichi Yakumo   | Kōki Miyata                  | Clemens Ostermann   |
| Jin Kunugi      | Jōji Nakata                  | Walter von Hauff    |
| Elvy Hadhiyat   | Yū Sugimoto                  | Michaela Degen      |
| Makoto Isshiki  | Toshihiko Seki               | Armin Berger        |
| Masayoshi Kuki  | Takehito Koyasu              | Manfred Trilling    |
| Helena Bähbem   | Mako Hyōdō                   | Christine Stichler  |

### Musik
Die Musik der Serie wurde komponiert von Ichiko Hashimoto. Der Vorspann wurde unterlegt mit dem Lied Hemisphere (ヘミソフィア), komponiert von Yōko Kanno und gesungen von Maaya Sakamoto, teils auch in einer Instrumental-Version. Für die beiden Abspanne verwendete man Yume no Tamago (夢の卵) von Ichiko Hashimoto und Mayumi Hashimoto und Before You Know von Ichiko Hashimoto.

## Adaptionen

### Mangas
Bereits vor Sendestart der Fernsehserie begann in Japan im September 2001 die Veröffentlichung der ersten Manga-Adaption zu RahXephon. Die Serie von Zeichner Takeaki Momose erschien bei Shogakukan im Magazin Monthly Sunday Gene-X. Das letzte Kapitel kam im November 2002 heraus, die Kapitel wurden in drei Sammelbänden zusammengefasst. Neben Übersetzungen ins Englische, Spanische und Französische erschien auch eine deutsche Übersetzung. Diese wurde ab 2004 von Planet Manga verlegt.
Weiterhin erschien 2003 ein einbändiger Manga unter dem Titel Rahxephon BIBLE 【Analysis Phase】.

### Animes
Als Spin-off zur Serie wurde 2003 die Original Video Animation RahXephon Interlude: Her and Herself/Thatness and Thereness veröffentlicht. Sie umfasst nur eine 15-minütige Folge. Im gleichen Jahr kam der Film RahXephon: Tagen Hensōkyoku (ラーゼフォン 多元変奏曲) in die japanischen Kinos.

### Weitere Adaptionen
Zur Animeserie erschienen insgesamt drei Computerspiele, für PlayStation 2 und PlayStation Portable. Beim Light-Novel-Imprint MF Bunko J des Verlags Media Factory erschien eine fünfteilige Romanreihe von Hiroshi Ohnogi.
Außerdem wurden ein Hörspiel und illustrierte Bücher veröffentlicht.

## Rezeption
Die deutsche Zeitschrift AnimaniA lobt die „perfekte Balance zwischen Animation und CG-Sequenzen“ und das gelungene Charakter- und Mechadesign, Letzteres sei „ästhetisch und respekteinflössend“. Die Serie lehne sich sichtlich an Neon Genesis Evangelion an, habe im Gegensatz dazu aber eine geschlossene Geschichte und verständliche Charaktere. Der Anime biete Spannung und Action und könne sich insgesamt sehen lassen, sei aber nicht die vom Studio angestrebte Revolution des Genres.
Den Manga bewertet die AnimaniA eher negativ. Er sei lieblos gezeichnet und die Handlung drehe sich vor allem um die Beziehung zwischen Ayato und Reika.